# I Can’t Hold Back
I Can’t Hold Back – singiel zespołu Survivor wydany w roku 1984, pochodzący z albumu Vital Signs. Utwór osiągnął 13 miejsce na liście Billboard Hot 100,